# Dieter Dekoninck
Dieter Dekoninck (né le 28 janvier 1991 à Anvers) est un nageur belge, spécialiste de nage libre.

## Biographie
En 2012, il participe aux Jeux olympiques de Londres. Il nage le relais 4 × 100 mètres nage libre avec lequel il améliore le record de Belgique du 100 mètres nage libre en 48 s 79. Les Belges se qualifient pour la finale où ils terminent en 8e position.
En 2015, aux championnats du monde de Kazan, il participe au relais 4 × 200 mètres nage libre. L'équipe belge se qualifie pour la finale et termine à la 6e place en battant le record national (7 min 9 s 64).
En 2016, il remporte sa première médaille internationale aux championnats d'Europe avec le relais 4 × 100 m nage libre.

## Palmarès

### Championnats d'Europe

#### En grand bassin
- Championnats d'Europe 2016 à Londres (Grande-Bretagne) :
  -  : Médaille de bronze du 4 × 100 m nage libre (3 min 14 s 30)
  -  : Médaille d'argent du 4 × 200 m nage libre (7 min 8 s 28)